# Göteborgsregionens lokaltrafik

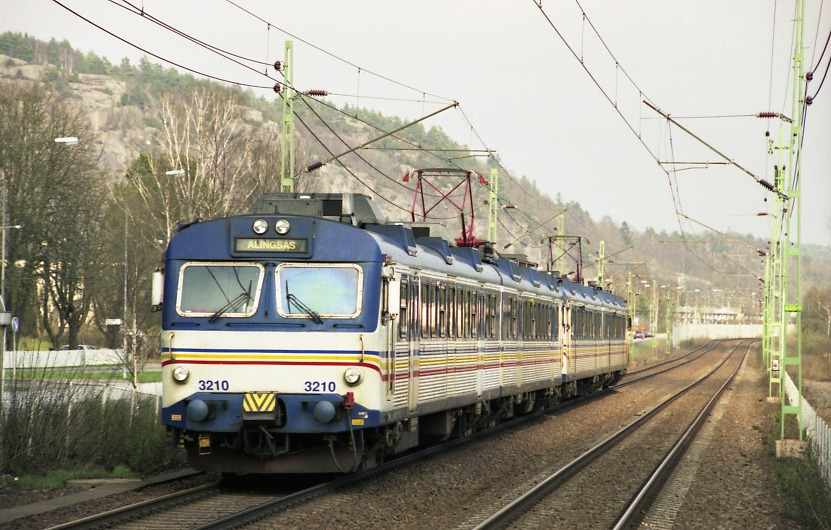
Pendeltåg Göteborg-Alingsås i GL:s färger (fotot dock taget efter 2000)

Göteborgsregionens Lokaltrafik, förkortat GL eller GLAB, var trafikhuvudman (även kallat länstrafikbolag) för Göteborgsregionen, 1977-1999, medan Göteborgs och Bohus län fanns. Det innebar att de ansvarade för lokal kollektivtrafik inom sitt område. I början ingick GL i Göteborgsregionens kommunalförbund, men bolagiserades 1983.
GL var en av tre trafikhuvudmän i länet och ansvarade för kommunerna i södra delen av Göteborgs och Bohus län, upp till Orust och Stenungsund, men inte trafik inom Göteborgs kommun. Även Alingsås, Lerum och Ale kommuner i Älvsborgs län ingick, samt Kungsbacka kommun i Hallands län. I de sex nordligaste kommunerna i Göteborgs och Bohus län fanns Bohustrafiken.

## Utveckling
Från starten 1 juli 1977 ingick endast Göteborg, Mölndal, Partille och Öckerö i taxesamarbetet. All trafik utfördes av entreprenörer, som behöll sina respektive färgsättningar men fick ett klistermärke med GL:s logotyp och namn på utsidan. I början använde GL Göteborgs Spårvägars logotyp som varumärke. Antalet kuponger som skulle stämplas för resan avgjordes av hur många kommungränser man korsade. GL:s taxa gällde dock inte på de linjer som fortsatte bortom de kommungränser som ingick i GL:s område. Till exempel gällde inte kupongerna på SJ:s busslinjer genom Mölndal till Kungsbacka och Härryda, där gällde bara SJ:s egna biljetter. De trafikföretag som ingick från starten var Göteborgs Spårvägar, Styrsöbolaget, Kålleredsbussarna, Mölndalsbussarna, Säröbussarna, Evalds Bussar och Linjebuss.
Successivt anslöts fler kommuner till GL. 1 september 1978 tillkom Härryda, Kungsbacka, Kungälv och Lerum, och då fick man också åka med SJ Buss till och inom Göteborg, Mölndal och Partille på kuponger. 1980 anslöt sig också Ale och Alingsås till samarbetet. 1 september 1981 tillkom Stenungsund, 1 januari 1982 tillkom Tjörn och 1 juli 1983 tillkom den trettonde och sista kommunen, Orust. 
GL:s logotyp blev i och med utökandet de tre färglagda cirklar som syntes på fordonen och på månadskorten. Den inre cirkeln var Göteborg (röd), mellancirkeln (gul) var Mölndal, Partille och Öckerö, och den yttre cirkeln (blå) var från början Härryda, Kungälv, Lerum och Kungsbacka. Sedermera tillkom Ale, Alingsås, Stenungsund, Tjörn och Orust i den yttre cirkeln. Månadskorten för respektive område hade samma färgläggning, medan månadskort som gällde mellan "cirklarna" fick blandad färg. Ett månadskort som gällde i alla cirklarna var från början grönt, men efter tillkomsten av Alingsås ändrades detta till lila. 1980 flyttades Ale och Härryda in i mellancirkeln. 

## Ägande
GL ägdes tillsammans av Göteborgs och Bohus Läns Trafik AB (48 procent), Älvsborgs Länstrafik AB (24 procent), Hallands Länstrafik AB (16 procent) samt Göteborgsregionens Kommunalförbund (12 procent).
Länsbolagen i Hallands län, Göteborgs och Bohus län samt Älvsborgs län hade överlåtit åt GL att bestämma om trafikutbud och taxa inom Ale, Alingsås, Härryda, Kungsbacka, Kungälv, Lerum, Mölndal, Orust, Partille, Stenungsund, Tjörn och Öckerö kommuner. Särskilda bestämmelser gällde för Göteborgs kommun.

## Trafik
Pendeltågtrafiken mot Alingsås och Kungsbacka ingick i GL. I samarbete med Bohustrafiken sköttes tågtrafiken Göteborg-Uddevalla-Strömstad. Trafiken inom Göteborg hanterades av Göteborgs kommun, under många år genom bolaget Göteborgs spårvägar, på 1990-talet avreglerat via trafikhuvudmannen Göteborgs stadstrafik. 
1981 infördes ett enhetligt linjenummersystem. Göteborgs Spårvägar, Linjebuss och SJ Buss hade hittills använt sina egna linjenummer. GDG använde bara linjenummer i sina tidtabeller. Mölndalsbussarna och Kålleredsbussarna hade inga linjenummer alls. Nummer 1-299 reserverades för Göteborg och Öckerö. Linjer som tillhörde kommuner norr om Göteborg (Kungälv, Stenungsund, Tjörn och Orust) fick nummer i 300-serien. Ale fick 400-serien. Partille, Lerum och Alingsås fick 500-serien. Härryda fick 600 och slutligen Mölndal och Kungsbacka 700. Bohustrafikens linjer fick 800-serien.
8 januari 1990 startades GL Express, ett nytt koncept med genomgående expressbussar med hög komfort från kranskommunerna. Tre linjer lanserades:
- GL Express Blå Brasebacken-Göteborg-Kullavik
- GL Express Gul Torslanda-Göteborg-Landvetter Flygplats
- GL Express Röd (Uddevalla-)Stenungsund-Göteborg-Kungsbacka(-Varberg)

Här användes alltså GL:s varumärkesfärger. Allteftersom fler expresser tillkom fick de färgnamn efter de färger som användes för månadskorten (Grön, Orange, Lila osv).
Pendeltågstrafiken Göteborg-Kungsbacka startade 17 augusti 1992. Samtidigt ändrades busslinjenäten i Mölndal och Kungsbacka kommuner att mata till tåget. Den busstrafik som bedrivits längs Mölndals-Göteborgsvägen upphörde till förmån för tåg och spårvagn, och linjenumren i Mölndal ändrades för att tydliggöra förändringarna.
1998 slogs Skaraborgs län, Älvsborgs län samt Göteborgs och Bohus län ihop till Västra Götalands län. Det nya länet bildade Västtrafik av de fem trafikhuvudmännen, de tre i Göteborgs och Bohus län plus Älvsborgstrafiken och Länstrafiken i Skaraborg. De gamla företagsnamnen fanns dock kvar under en övergångstid och det var först i januari 2000 som man officiellt bytte till Västtrafik. På grund av kostnaden för att byta biljettsystem blev GL:s och Bohustrafikens system kvar i deras område för flerturskorten ända till 2010 (dock med Västtrafik tryckt på magnetkorten), då ett nytt gemensamt biljettsystem infördes fullt ut.
Västtrafik har i huvudsak behållit de tidigare linjenummersystemen, även om GL:s nummer överlappar de andra bolagens. Konceptet med expressbussar med färgnamn har också behållits och utökats.

## Biljettsystemet
GL och Bohustrafiken tillämpade en gemensam taxa och ett gemensamt biljettsystem. Man använde från början Göteborgs Spårvägars kuponger och biljettmaskiner även i de övriga kommunerna. GL:s och Bohustrafikens kuponger hade samma pris och kunde obehindrat användas i varandras taxeområde. Mellan trafikområdena fick man lägga ihop antalet kuponger inom GL:s område med antalet kuponger för Bohustrafiken. En resa från Göteborg till Strömstad kostade till exempel 20 kuponger (Göteborg-Stenungsund 8 kuponger+Uddevalla-Strömstad 12 kuponger) om man reste raka vägen via Uddevalla. Åkte man via Orust kostade det 22 kuponger, eftersom Göteborg-Orust kostade 10 kuponger+Uddevalla-Strömstad 12 kuponger. Man kunde också åka retur på samma kuponger mellan 9 och 15 på vardagar.   När magnetkortsystemet infördes i slutet av 1980-talet var det Bohustrafiken som fick bli försökskanin innan systemet installerades inom GL:s område. Då försvann också den gratis returresan mellan 9 och 15, men ersattes under en period av 20 procents rabatt med magnetkort. Även efter magnetkortens införande räknades taxan i antal "kuponger", något som blev alltmer irrelevant och förvirrande med tiden. Magnetkortsystemet levde kvar ända tills år 2010.
Antalet kuponger som en resa kostade var inte alltid logiskt. Inom vissa kommuner betalade en vuxen 2 kuponger, inom andra 3 (fram till 1985 kostade en resa inom Kungsbacka kommun hela 4 kuponger). Att korsa kommungränsen Göteborg-Mölndal kostade 3 kuponger, men Göteborg-Kungälv kostade 5. Samtidigt kunde man åka ändå från Kungsbacka till Kungälv också för 5 kuponger. Dessutom fanns omlottzoner i anslutning till flera kommungränser, och särskilda taxor för båtarna. Högsta antalet kuponger en resa kunde kosta inom GL-området under dagtid var 10 (medan Gul Express körde till Landvetter Flygplats kostade det alltid 12 kuponger mellan Korsvägen och flygplatsen, men för den avgiften kunde man fortsätta ända till Orust om man ville!).
| Inom/mellan | Göteborg | Mölndal | Partille | Öckerö | Ale | Härryda | Kungälv | Lerum | Kungsbacka | Alingsås | Stenungsund | Tjörn | Orust |
| ----------- | -------- | ------- | -------- | ------ | --- | ------- | ------- | ----- | ---------- | -------- | ----------- | ----- | ----- |
| Göteborg    | 2        | 3       | 3        | 3      | 5   | 5       | 5       | 5     | 5          | 8        | 8           | 10    | 10    |
| Mölndal     | 3        | 2       | 3        | 3      | 5   | 4       | 5       | 5     | 5          | 8        | 8           | 10    | 10    |
| Partille    | 3        | 2       | 3        | 3      | 5   | 4       | 5       | 5     | 5          | 8        | 8           | 10    | 10    |
| Öckerö      | 3        | 3       | 3        | 2      | 5   | 5       | 5       | 5     | 5          | 8        | 8           | 10    | 10    |
| Ale         | 5        | 5       | 5        | 5      | 3   | 5       | 3       | 5     | 5          | 8        | 8           | 10    | 10    |
| Härryda     | 5        | 4       | 5        | 5      | 5   | 3       | 5       | 5     | 5          | 8        | 8           | 10    | 10    |
| Kungälv     | 5        | 5       | 5        | 5      | 3   | 5       | 3       | 5     | 5          | 8        | 6           | 8     | 8     |
| Lerum       | 5        | 5       | 5        | 5      | 5   | 5       | 5       | 3     | 5          | 5        | 8           | 10    | 10    |
| Kungsbacka  | 5        | 5       | 5        | 5      | 5   | 5       | 5       | 5     | 3          | 8        | 8           | 10    | 10    |
| Alingsås    | 8        | 8       | 8        | 8      | 8   | 8       | 8       | 5     | 8          | 3        | 8           | 10    | 10    |
| Stenungsund | 8        | 8       | 8        | 8      | 8   | 8       | 6       | 8     | 8          | 8        | 3           | 5     | 5     |
| Tjörn       | 10       | 10      | 10       | 10     | 10  | 10      | 8       | 10    | 10         | 10       | 5           | 3     | 5     |
| Orust       | 10       | 10      | 10       | 10     | 10  | 10      | 8       | 10    | 10         | 10       | 5           | 5     | 3     |